# 西廠
西廠（せいしょう）は、中国の明代に置かれた特務機関。

## 概要
同様の組織としては、永楽年間に東廠が設置されていたが、成化13年（1477年）、李子龍の宮中侵入未遂事件を機に、宦官の汪直を長として新たに警察権を行使する官署として設置された。
密偵を駆使して朝臣を監視し、しばしば大獄を引き起こしたが、汪直の失脚を受けて成化18年（1482年）に一旦廃止された。正徳元年（1506年）には再興され、新設された内行廠と共に、劉瑾を筆頭とする宦官たちの専横に利用されたが、正徳5年（1510年）に劉瑾が処刑されると、内行廠と共に西廠も廃止された。